# Acoustic (John Lennon)
Acoustic è una compilation del cantautore britannico John Lennon pubblicata postuma nel 2004.

## Descrizione
Contiene versioni acustiche ed esibizioni live di sue canzoni. La pubblicazione del disco venne all'epoca criticata da critici e pubblico perché nove delle sedici canzoni presenti sul disco erano già precedentemente disponibili nel box-set antologico John Lennon Anthology del 1998 (tracce 1-2, 4, 8-10, 12 & 15-16), mentre le restanti circolavano da anni in versione bootleg.
L'album non entrò in classifica nel Regno Unito, ma raggiunse la posizione numero 31 negli Stati Uniti, diventando l'album postumo di Lennon con il miglior piazzamento in classifica dal 1988, anno di uscita di Imagine: John Lennon, colonna sonora dell'omonimo documentario.

## Tracce
Testi e musiche di John Lennon, tranne dove indicato.
1. Working Class Hero – 3:58
2. Love – 2:30
3. Well Well Well – 1:14
4. Look at Me – 2:49
5. God – 2:38
6. My Mummy's Dead – 1:13
7. Cold Turkey – 3:26
8. The Luck of the Irish – 3:41 (John Lennon, Yōko Ono) – Registrata dal vivo il 10 dicembre 1971 a Ann Arbor
9. John Sinclair – 3:22 – Registrata dal vivo il 10 dicembre 1971 a Ann Arbor
10. Woman Is the Nigger of the World – 0:39 (John Lennon, Yoko Ono)
11. What You Got – 2:24
12. Watching the Wheels – 3:04
13. Dear Yoko – 4:05
14. Real Love – 4:00
15. Imagine – 3:08 – Registrata dal vivo il 17 dicembre 1971 all'Apollo Theater
16. It's Real – 1:04

## Formazione
- John Lennon - voce, chitarra acustica, armonie vocali
- Yōko Ono - voce in The Luck of the Irish